# Cuscuta rojasii
Cuscuta rojasii là một loài thực vật có hoa trong họ Bìm bìm. Loài này được Hunziker mô tả khoa học đầu tiên năm 1947.